# Rejectaria glaucophora
Rejectaria glaucophora là một loài bướm đêm trong họ Noctuidae.